# Estrela intergaláctica

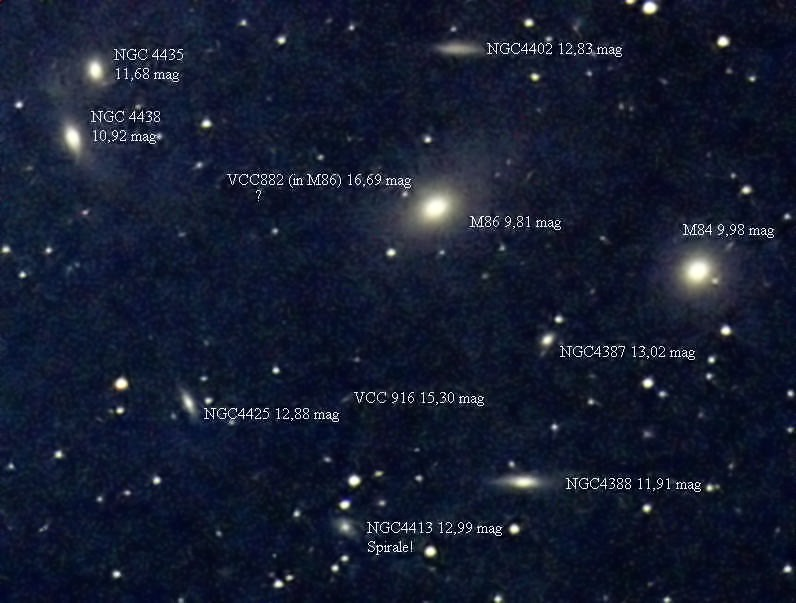
O aglomerado de Virgem de galáxias, onde as estrelas intergalácticas foram descobertas.

Uma estrela intergaláctica é uma estrela que não pertence a nenhuma galáxia. Essas estrelas foram fonte de muito debate na comunidade científica durante o final dos anos 90, e a crença geral é de que sejam resultado da colisão de galáxias.

## Descoberta
Até pouco tempo, acreditava-se que estrelas existissem apenas em galáxias. Porém, esse paradigma mudou em 1997, quando as estrelas intergalácticas foram descobertas. Essas estrelas foram descobertas pela primeira vez no aglomerado de Virgem de galáxias, no qual acredita-se existirem um trilhão delas.

## Formação
Apesar de o processo de formação dessas estrelas constituir de certa forma um mistério, a teoria mais aceita é a de que essas estrelas sejam criadas pela colisão de duas ou mais galáxias, que acabam por lançar algumas estrelas no espaço exterior.

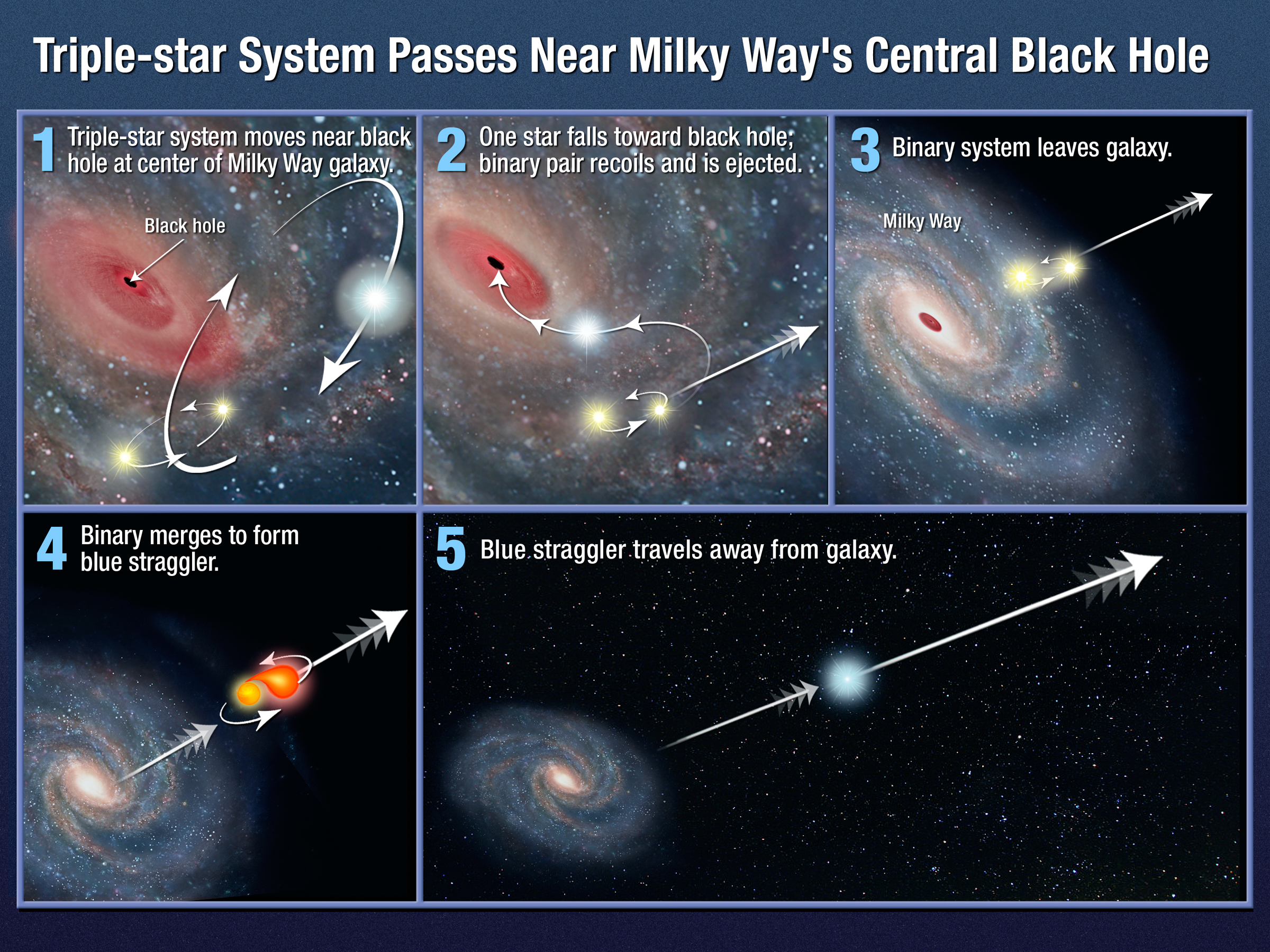
Mecanismos propostos para a ejeção das estrelas intergalácticas.

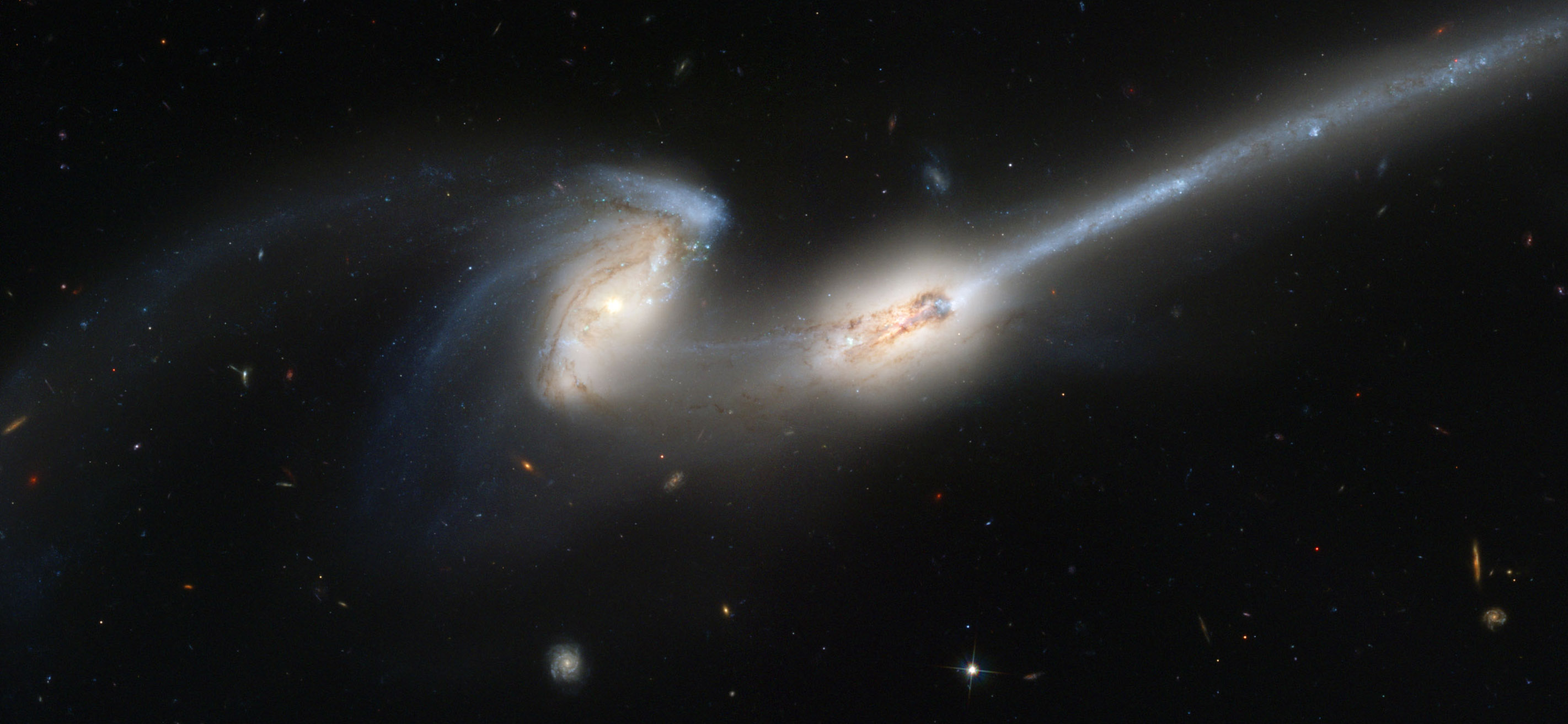
Acredita-se que as colisões entre duas galáxias deem origem às estrelas intergalácticas.

## Histórico das observações
Em 1997 o Telescópio Espacial Hubble descobriu um grande número de estrelas intergalácticas no aglomerado de galáxias de Virgem, no final dos anos 90 os cientistas descobriram um outro grupo de estrelas intergalácticas no aglomerado de Fornax de galáxias.

## Massa
Apesar de não ser possível precisar a massa dessas estrelas, estima-se que elas respondam por 10 por cento da massa das galáxias do aglomerado de Virgem. Isso quer dizer que provavelmente essas estrelas possuem massas maiores que a de qualquer outra dentre as vinte e cinco centenas que compõem o aglomerado de Virgem.

## Localização
As primeiras estrelas intergalácticas foram descobertas no aglomerado de Virgem. Essas estrelas formam um grupo massivo distando em aproximadamente 300,000 anos-luz da galáxia mais próxima.